# 稲村ジェーン (サウンドトラック)
『稲村ジェーン』（いなむらジェーン、Inamura Jane）は、1990年に劇場公開された映画『稲村ジェーン』のサウンドトラックであり、本作1曲目に収録されている楽曲名である。また、サザンオールスターズの10作目のオリジナルアルバム（厳密には名義が異なる。後述）。1990年9月1日にCDとカセットテープで発売。発売元はタイシタレーベル / ビクター音楽産業。
1998年5月22日、2008年12月3日にCDとして再発売されている。2014年12月17日からはダウンロード配信、2019年12月20日からはストリーミング配信が開始されている。

## 背景
サザンオールスターズの桑田佳祐が監督した映画作品『稲村ジェーン』のサウンドトラック作品で、同年発売の『Southern All Stars』からも楽曲が収録されているほか、サザンのメンバーが参加している楽曲も収録されているため「SOUTHERN ALL STARS and ALL STARS」（サザンオールスターズ アンド オールスターズ）の名義を用いている。
映画の時代背景が1965年であることから、本作の収録曲も1960年代の音楽シーンに合わせて収録されている。

## 制作
「ミスマッチの仕方が、多少定番とズレている方が面白い」という桑田のアイディアからスペイン語の歌詞の楽曲がいくつか制作されており、アルゼンチン出身のミュージシャンであるルイス・サルトールがスペイン語の楽曲の作詞とコーラスで参加している。
観客が『稲村ジェーン』を観に来たという設定での会話が収録されており（観客の男性役はサザンと同じアミューズ所属の寺脇康文）、作品上の台詞もわずかながら収録されている。既発曲には全て台詞が入り、曲自体は同じであるものの収録時間が異なっている。

## リリース
1998年の再発盤の初回限定盤は、オリジナルLP復刻ジャケット（いわゆる紙ジャケット）仕様で、岩井俊二によるライナーノーツが封入されている。
1998年、2008年に本作が再発売された際には、CDに付属のスリーブ（帯）に「10th Album」と記載されていることから、現在公式にはサザン名義のオリジナル・アルバムとしてカウントされている。

### 再発売
- 1998年5月22日（CD）VICL-60221
- 2008年12月3日（CD）VICL-63311 リマスタリング
- 2024年12月4日（ダウンロード・ストリーミング）リマスタリング

## 受賞歴
| 年     | 音楽賞                        | 結果                                    | 出典  |
| ------ | ----------------------------- | --------------------------------------- | ----- |
| 1991年 | 第5回日本ゴールドディスク大賞 | アルバム賞 ロック・フォーク部門（男性） | [ 8 ] |

## チャート成績
本作は累計133.7万枚（オリコン調べ）を売り上げて、ミリオンセラーを記録している。また、前作から続きオリジナルアルバムでは2作連続ミリオンになった。
出荷枚数では累計200万枚を記録している。

## 収録曲
- 再発盤の通常盤・初回限定盤はいずれも共通収録。既発曲の解説は各収録作品を参照のこと。

| #         | タイトル                                                    | 作詞                          | 作曲                          | 編曲                                 | 時間  |
| --------- | ----------------------------------------------------------- | ----------------------------- | ----------------------------- | ------------------------------------ | ----- |
| 1.        | 「稲村ジェーン」(SOUTHERN ALL STARS and ALL STARS)          | ルイス・サルトール            | 桑田佳祐                      | 桑田佳祐 小林武史                    | 5:22  |
| 2.        | 「希望の轍」(稲村オーケストラ)                              | 桑田佳祐                      | 桑田佳祐                      | 桑田佳祐 小林武史                    | 4:16  |
| 3.        | 「忘れられたBig Wave」(サザンオールスターズ)                | 桑田佳祐                      | 桑田佳祐                      | サザンオールスターズ 門倉聡          | 3:43  |
| 4.        | 「美しい砂のテーマ」(SOUTHERN ALL STARS and ALL STARS)      | -                             | 桑田佳祐                      | 桑田佳祐 小林武史                    | 4:21  |
| 5.        | 「LOVE POTION NO.9」(SOUTHERN ALL STARS and ALL STARS)      | Mike Stoller and Jerry Leiber | Mike Stoller and Jerry Leiber | 桑田佳祐 小林武史                    | 2:02  |
| 6.        | 「真夏の果実」(サザンオールスターズ)                        | 桑田佳祐                      | 桑田佳祐                      | サザンオールスターズ 小林武史        | 4:59  |
| 7.        | 「マンボ」(サザンオールスターズ)                            | ルイス・サルトール            | 桑田佳祐                      | サザンオールスターズ 小林武史 門倉聡 | 2:41  |
| 8.        | 「東京サリーちゃん」(SOUTHERN ALL STARS and ALL STARS)      | 桑田佳祐                      | 桑田佳祐                      | 桑田佳祐 小林武史                    | 5:29  |
| 9.        | 「マリエル」(稲村オーケストラ)                              | ルイス・サルトール            | 桑田佳祐                      | 桑田佳祐 小林武史                    | 2:58  |
| 10.       | 「愛は花のように (Olé!)」(サザンオールスターズ)             | ルイス・サルトール            | 桑田佳祐                      | サザンオールスターズ 小林武史        | 4:50  |
| 11.       | 「愛して愛して愛しちゃったのよ」(原由子 & 稲村オーケストラ) | 浜口庫之助                    | 浜口庫之助                    | 桑田佳祐 小林武史                    | 4:50  |
| 合計時間: | 合計時間:                                                   | 合計時間:                     | 合計時間:                     | 合計時間:                            | 45:31 |

1. 稲村ジェーン
全スペイン語詞のタイトル曲。台詞からスタートする。
2. 希望の轍
稲村オーケストラ名義であるが、サザンのメンバーは桑田しか参加していないにも関わらずサザンオールスターズの楽曲として認識されており、サザンのライブでも歌われる事がある。また、『HAPPY!』、『海のYeah!!』、『バラッド3 〜the album of LOVE〜』、とサザンのベストアルバムに収録されている。シングルカットされていないが、シングル曲並みに人気である。
3. 忘れられた Big Wave
アルバム『Southern All Stars』収録曲。
4. 美しい砂のテーマ
桑田のレギュラーラジオ番組『桑田佳祐のやさしい夜遊び』（TOKYO FM）オープニングテーマ曲[11][注釈 3]。
インスト曲。桑田およびサザンのメンバーは、レコーディングに参加していない。
タイトルは映画に出演していた清水美砂から採られている[11]。
5. LOVE POTION NO.9
全英語詞曲。アメリカのR&Bグループ、ザ・クローヴァーズ（英語版）の楽曲をカバー。シングルカットされた「愛して愛して愛しちゃったのよ」のカップリング曲として収録。
6. 真夏の果実
サザンオールスターズの28枚目シングル。
映画「稲村ジェーン」主題歌。
シングル・バージョンとは異なり、終わり際に台詞が入っている。
7. マンボ
全スペイン語詞。
ダンス・ビートな楽曲[4]。
8. 東京サリーちゃん
音楽評論家の中山康樹は、本楽曲に対し「ただただクワタの”ジョン・レノンみたいなことやりたい願望”が全面展開した楽曲」と評している[12]。
後にサザンのベスト・アルバム『HAPPY!』に収録されている。
9. マリエル
全スペイン語詞。
10. 愛は花のように (Olé!)
全スペイン語詞。アルバム『Southern All Stars』収録曲。
11. 愛して愛して愛しちゃったのよ
原由子ボーカル曲。和田弘とマヒナスターズのカバー。

## 参加ミュージシャン
| 稲村ジェーン - 桑田佳祐 - ボーカル - 小倉博和 - ギター - 小林武史 - キーボード - 松田弘 - ドラムス 希望の轍 - 桑田佳祐 - ボーカル - 小倉博和 - ギター - 小林武史 - キーボード - 原田末秋 - ギター 忘れられた Big Wave - SOUTHERN ALL STARS - ボーカル - 桑田佳祐 - 大森隆志 - 原由子 - 関口和之 - 松田弘 - 野沢秀行 美しい砂のテーマ - 小倉博和 - ギター、ベース - 小林武史 - キーボード - 北村健太 - パーカッション LOVE POTION No.9 - 桑田佳祐 - ボーカル - 小倉博和 - ウクレレ - 原田末秋 - ウクレレ - 小林武史 - キーボード - 大貫妙子 - バック・ボーカル - 樋沢達彦 - ベース - 今野多久郎 - パーカッション 真夏の果実 - SOUTHERN ALL STARS - 桑田佳祐 - ボーカル - 大森隆志 - ギター、ウクレレ、コーラス - 原由子 - キーボード、コーラス - 関口和之 - ベース、コーラス - 松田弘 - ドラムス、コーラス - 野沢秀行 - パーカッション、コーラス - 小林武史 - キーボード | マンボ - SOUTHERN ALL STARS - 桑田佳祐 - ボーカル - 大森隆志 - ギター、バック・ボーカル - 原由子 - キーボード、バック・ボーカル - 関口和之 - ベース、バック・ボーカル - 松田弘 - ドラムス、バック・ボーカル - 野沢秀行 - パーカッション、バック・ボーカル - 門倉聡 - キーボード - 小林武史 - キーボード - 浜口茂外也 - パーカッション - 松本治 - トロンボーン - 小林正弘 - トランペット - 菅坡雅彦 - トランペット - 淵野繁男 - サクソフォーン - 包国充 - サクソフォーン 東京サリーちゃん - 桑田佳祐 - ボーカル、リードギター - 原田末秋 - ギター - 小林武史 - キーボード - 根岸孝旨 - ベース - 小田原豊 - ドラムス - ダディ柴田 - サクソフォーン マリエル - 桑田佳祐 - ボーカル - 小倉博和 - ギター - 小林武史 - キーボード - 松田弘 - ドラムス - Luis Sartor - バック・ボーカル - 兼崎順一 - トランペット 愛は花のように (Olé!) - SOUTHERN ALL STARS - 桑田佳祐 - ボーカル - 大森隆志 - ギター、バック・ボーカル - 原由子 - キーボード、バック・ボーカル - 関口和之 - ベース、バック・ボーカル - 松田弘 - ドラムス、バック・ボーカル - 野沢秀行 - パーカッション、バック・ボーカル - 小倉博和 - アコースティック・ギター - 小林武史 - キーボード - Luis Sartor - バック・ボーカル - 北村健太 - パーカッション 愛して愛して愛しちゃったのよ - 原由子 - ボーカル - 桑田佳祐 - バック・ボーカル - 和田弘 - スティール・ギター - 小倉博和 - ギター - 小林武史 - キーボード - 今野多久郎 - パーカッション - 松田弘 - シンバル |

- 角谷仁宣 - コンピュータ・オペレーション
- 梅崎俊春 - コンピュータ・オペレーション
- 菅原弘明 - コンピュータ・オペレーション

## ライブ映像作品
| 曲名                         | 作品名                                                              | 備考                                                                                    |
| ---------------------------- | ------------------------------------------------------------------- | --------------------------------------------------------------------------------------- |
| 稲村ジェーン                 | 未収録                                                              |                                                                                         |
| 希望の轍                     | →「 希望の轍 § ライブ映像作品 」を参照                              |                                                                                         |
| 忘れられた Big Wave          | 未収録                                                              |                                                                                         |
| 美しい砂のテーマ             | 未収録                                                              |                                                                                         |
| LOVE POTION NO.9             | 未収録                                                              |                                                                                         |
| 真夏の果実                   | →「 真夏の果実 § ライブ映像作品 」を参照                            |                                                                                         |
| マンボ                       | 未収録                                                              |                                                                                         |
| 東京サリーちゃん             | 未収録                                                              |                                                                                         |
| マリエル                     | 未収録                                                              |                                                                                         |
| 愛は花のように (Olé!)        | ホタル・カリフォルニア                                              |                                                                                         |
| 愛は花のように (Olé!)        | 平和の琉歌 〜Stadium Tour 1996 "ザ・ガールズ万座ビーチ" in 沖縄〜   | DVD版のエクストラメニュー「Stadium Tour 1996 "ザ・ガールズ万座ビーチ"」に一部のみ収録。 |
| 愛して愛して愛しちゃったのよ | →「 愛して愛して愛しちゃったのよ § 原由子&稲村オーケストラ 」を参照 |                                                                                         |